# Гаћице (албум)
Гаћице је пети студијски албум Гоге Секулић који је објављен 2006. године за Гранд продукцију. На албуму се налази девет песама и један дует са Османом Хаџићем.